# Dasyhelea cornuta
Dasyhelea cornuta är en tvåvingeart som beskrevs av Remm 1972. Dasyhelea cornuta ingår i släktet Dasyhelea och familjen svidknott. Inga underarter finns listade i Catalogue of Life.